# Vicia pseudocracca
Vicia pseudocracca é uma espécie de planta com flor pertencente à família Fabaceae. 
A autoridade científica da espécie é Bertol., tendo sido publicada em Rar. Ital. Pl. 3: 58. 1810.

## Portugal
Trata-se de uma espécie presente no território português, nomeadamente os seguintes táxones infraespecíficos:
- Vicia pseudocracca var. brevipes - presente em Portugal Continental. Em termos de naturalidade é nativa da região atrás referida. Não se encontra protegida por legislação portuguesa ou da Comunidade Europeia.
- Vicia pseudocracca var. pseudocracca - presente em Portugal Continental. Em termos de naturalidade é nativa da região atrás referida. Não se encontra protegida por legislação portuguesa ou da Comunidade Europeia.